# Episodi di Get Shorty (seconda stagione)
La seconda stagione della serie televisiva Get Shorty, composta da 10 episodi, è stata trasmessa negli Stati Uniti, da Epix, dal 12 agosto al 7 ottobre 2018.
In Italia la stagione è stata interamente pubblicata il 1º  marzo 2019 su TIMvision.
| nº | Titolo originale                                | Titolo italiano | Prima TV USA      | Pubblicazione Italia |
| -- | ----------------------------------------------- | --------------- | ----------------- | -------------------- |
| 1  | And What Have We Learned?                       | Ep. 1           | 12 agosto 2018    | 1º marzo 2019        |
| 2  | Pest Control                                    | Ep. 2           | 12 agosto 2018    | 1º marzo 2019        |
| 3  | Selenite                                        | Ep. 3           | 19 agosto 2018    | 1º marzo 2019        |
| 4  | We'll Let You Know                              | Ep. 4           | 26 agosto 2018    | 1º marzo 2019        |
| 5  | Fifteen to Thirty Minutes (Depending on Weight) | Ep. 5           | 2 settembre 2018  | 1º marzo 2019        |
| 6  | Unlimited (Limited)                             | Ep. 6           | 9 settembre 2018  | 1º marzo 2019        |
| 7  | Banana Split                                    | Ep. 7           | 16 settembre 2018 | 1º marzo 2019        |
| 8  | Curtains                                        | Ep. 8           | 23 settembre 2018 | 1º marzo 2019        |
| 9  | Safe Space                                      | Ep. 9           | 30 settembre 2018 | 1º marzo 2019        |
| 10 | Pickle                                          | Ep. 10          | 7 ottobre 2018    | 1º marzo 2019        |